# Catalpa bungei
Espèce
Synonymes
- Catalpa bungei f. heterophylla C.A.Mey.[1]
- Catalpa heterophylla (C.A.Mey.) Dode[1]
- Catalpa syringifolia Bunge[1]

Catalpa bungei est une espèce de plantes à fleurs de la famille des Bignoniaceae. C'est un arbre ornemental.

## Variétés
Selon Tropicos (30 août 2020) :
- Catalpa bungei var. intermedia Pamp.